# Keith Carney
Keith Edward Carney (* 3. Februar 1970 in Providence, Rhode Island) ist ein ehemaliger US-amerikanischer Eishockeyspieler und -trainer, der im Verlauf seiner aktiven Karriere 1988 und 2009 unter anderem 1109 Spiele für die Buffalo Sabres, Chicago Blackhawks, Phoenix Coyotes, Mighty Ducks of Anaheim, Vancouver Canucks und Minnesota Wild in der National Hockey League auf der Position des Verteidigers bestritten hat. Mit der Nationalmannschaft der Vereinigten Staaten nahm Carney an den Olympischen Winterspielen 1998 teil.

## Karriere
Keith Carney begann seine Karriere als Eishockeyspieler in der Mannschaft der University of Maine, für die er von 1988 bis 1991 aktiv war und mit der er in der Saison 1988/89 die Meisterschaft der Hockey East gewann. Bereits als High-School-Schüler war er zuvor im NHL Entry Draft 1988 in der vierten Runde als insgesamt 76. Spieler von den Buffalo Sabres ausgewählt worden. Für die Sabres gab der Verteidiger in der Saison 1991/92 sein Debüt in der National Hockey League. In seinem Rookiejahr erzielte er dabei in 21 Spielen ein Tor und gab fünf Vorlagen. Parallel spielte er, ebenso wie im folgenden Jahr, für Buffalos Farmteam, die Rochester Americans aus der American Hockey League. 
Am 26. Oktober 1993 wurde Carney zusammen mit einem Sechstrunden-Wahlrecht für den NHL Entry Draft 1995 im Tausch für Craig Muni und ein Fünftrunden-Wahlrecht, ebenfalls für den Entry Draft 1995, an die Chicago Blackhawks abgegeben. Nachdem er einen Großteil seiner ersten Saison in Chicago noch bei dessen Farmteam aus der International Hockey League, den Indianapolis Ice, verbrachte, erspielte er sich in der Folgezeit einen Stammplatz im NHL-Kader. Kurz vor dem Ende der Trade Deadline 1998 wurde der Linksschütze zusammen mit Jim Cummins für Chad Kilger und Jayson More zu den Phoenix Coyotes transferiert. Im Team aus Arizona verbrachte er insgesamt drei Jahre, bevor er 2001 von den Mighty Ducks of Anaheim verpflichtet wurde. 
Bei den Ducks stand Carney insgesamt fünf Jahre lang unter Vertrag. Während des Lockouts in der Saison 2004/05 bestritt er allerdings kein einziges Spiel. Die Saison 2005/06 beendete der ehemalige Nationalspieler bei den Vancouver Canucks, verließ die Kanadier allerdings bereits nach nur 18 Spielen wieder. Es folgten zwei Spielzeiten bei den Minnesota Wild, ehe sich der US-Amerikaner für die Saison 2008/09 dem SC Bern aus der Schweizer National League A anschloss. Dort kam er in zwölf Einsätzen auf vier Torvorlagen. Am Saisonende beendete er im Alter von 39 Jahren seine Karriere.  Anschließend war er zwei zwischen 2011 und 2013 zwei Jahre lang im Trainerstab seines Ex-Teams Chicago Blackhawks angestellt.   

### International
Für die USA nahm Carney an der Junioren-Weltmeisterschaft 1990, sowie den Olympischen Winterspielen 1998 in Nagano teil.

## Erfolge und Auszeichnungen
| - 1989 Lamoriello-Trophy-Gewinn mit der University of Maine - 1989 Hockey East All-Rookie Team - 1990 Hockey East Second All-Star Team - 1990 NCAA East Second All-American Team | - 1991 Hockey East First All-Star Team - 1991 Hockey East All-Tournament Team - 1991 NCAA East First All-American Team |

## Karrierestatistik

### International
Vertrat die USA bei:
- Junioren-Weltmeisterschaft 1990
- Olympischen Winterspielen 1998

(Legende zur Spielerstatistik: Sp oder GP = absolvierte Spiele; T oder G = erzielte Tore; V oder A = erzielte Assists; Pkt oder Pts = erzielte Scorerpunkte; SM oder PIM = erhaltene Strafminuten; +/− = Plus/Minus-Bilanz; PP = erzielte Überzahltore; SH = erzielte Unterzahltore; GW = erzielte Siegtore; 1 Play-downs/Relegation; Kursiv: Statistik nicht vollständig)